# Larry Fitzgerald
Pour les articles homonymes, voir Fitzgerald.
(en) Statistiques sur pro-football-reference
 Larry Fitzgerald est un joueur américain de football américain, né le 31 août 1983 à Minneapolis (Minnesota), qui évolue au poste de wide receiver (receveur éloigné).

## Carrière

### Universitaire
Larry Fitzgerald a fréquenté l'université de Pittsburgh où il est devenu une vedette. Il est considéré comme l'un des plus grands joueurs au poste de wide receiver dans l'histoire de l'université. Après sa deuxième année, Fitzgerald a recueilli en 2003 la récompense du Walter Camp Player of the Year (pour le meilleur joueur de football universitaire). En outre, il a été 2e en 2003 pour le prestigieux trophée Heisman, attribué au meilleur joueur de football de NCAA, le joueur des Sooners de l'Oklahoma Jason White remportant ce prix d'une mince avance.
En seulement 26 matchs avec les Panthers de Pittsburgh, Fitzgerald a rattrapé 161 passes pour un gain de 2 677 yards (16,6 de moyenne) et 34 touchdowns. Seuls Antonio Bryant (en) (173, 1999-2001) et Latef Grim (178, 1998-2000) avaient plus de réceptions dans une carrière à Pittsburgh. Fitzgerald a battu un record de NCAA avec au moins un touchdown marqué en réception dans dix-huit matchs. Fitzgerald quitte l'université de Pittsburgh après une année extraordinaire dans laquelle il a attrapé 92 passes pour 1 672 yards et 22 touchdowns.

### Professionnelle
Sélectionné troisième lors de la draft 2004 de la NFL par les Cardinals de l'Arizona, Larry Fitzgerald se révèle comme l'un des meilleurs receveurs de sa génération. En 2004, il attrape 58 passes pour un gain de 780 yards et 8 touchdowns. En 2005, il a mené la NFL avec 103 réceptions pour un gain de 1 409 yards et 10 touchdowns et a été sélectionné pour son premier Pro Bowl. Fitzgerald et son compère Anquan Boldin ont également réussi à rattraper 1 400 yards, devenant ainsi le troisième duo à réaliser ceci dans l'histoire de la NFL. En 2006, Fitzgerald se blesse et rate une partie de la saison, mais il réussit tout de même 69 réceptions pour 946 yards et 6 touchdowns. Dans le cadre de sa saison 2007, il a rattrapé 100 passes pour un gain de 1 409 yards et 10 touchdowns. À la suite de cette saison, Fitzgerald résigne un contrat de 40 millions de dollars pour quatre ans avec les Cardinals.
En 2008, au cours de la finale de la NFC (dernière étape avant le Super Bowl), Fitzgerald bat un record NFL, avec trois réceptions de touchdown dans un match éliminatoire. Fitzgerald a également établi un record  avec 419 yards de réception, dépassant Jerry Rice. Il a également été élu meilleur joueur du Pro Bowl 2009.
Le 20 août 2011, il signe un contrat de huit ans avec les Cardinals d'une valeur de 120 millions de dollars.
En novembre 2018, Fitzgerald passe deuxième au classement du nombre de yards gagnés en carrière avec des réceptions de passes. Il dépasse les 15 939 yards gagnés à la passe par Terrell Owens mais reste loin derrière Jerry Rice.
À l'été 2019, Fitzgerald annonce que la saison 2019 est sa dernière.
En septembre 2019, Fitzgerald passe deuxième au classement du nombre de réceptions en carrière. Il dépasse Tony Gonzalez et ses 1 325 réceptions mais reste derrière Jerry Rice.
Le 15 janvier 2020, Fitzgerald signe une nouvelle fois pour une année supplémentaire aux Cardinals pour un montant de 11 millions de dollars.

## Palmarès
- 2003 : 2e du trophée Heisman
- 2003 : Vainqueur du Walter Camp Award
- 2003 : Vainqueur du Fred Biletnikoff Award
- 2008 : Champion de la NFC
- 2008 : Finaliste du SuperBowl

## Statistiques

### Saison régulière
| Année              | Équipe                 | MJ                 |       | Passes réceptionnées | Passes réceptionnées | Passes réceptionnées | Passes réceptionnées |       | Courses | Courses | Courses | Courses |  | Fumbles | Fumbles |
| Année              | Équipe                 | MJ                 | Nb.   | Yards                | Moy.                 | TD                   | Nb.                  | Yards | Moy.    | TD      | Nb.     | Perdus  |  |         |         |
| 2004               | Cardinals de l'Arizona | 16                 | 58    | 780                  | 13,4                 | 8                    | 8                    | 14    | 1,8     | 0       | 1       | 0       |  |         |         |
| 2005               | Cardinals de l'Arizona | 16                 | 103   | 1 409                | 13,7                 | 10                   | 8                    | 41    | 5,1     | 0       | 0       | 0       |  |         |         |
| 2006               | Cardinals de l'Arizona | 13                 | 69    | 946                  | 13,7                 | 6                    | -                    | -     | -       | -       | 0       | 0       |  |         |         |
| 2007               | Cardinals de l'Arizona | 15                 | 100   | 1 409                | 14,1                 | 10                   | -                    | -     | -       | -       | 3       | 3       |  |         |         |
| 2008               | Cardinals de l'Arizona | 16                 | 96    | 1 431                | 14,9                 | 12                   | -                    | -     | -       | -       | 1       | 0       |  |         |         |
| 2009               | Cardinals de l'Arizona | 16                 | 97    | 1 092                | 11,3                 | 13                   | -                    | -     | -       | -       | 0       | 0       |  |         |         |
| 2010               | Cardinals de l'Arizona | 16                 | 90    | 1 137                | 12,6                 | 6                    | -                    | -     | -       | -       | 0       | 0       |  |         |         |
| 2011               | Cardinals de l'Arizona | 16                 | 80    | 1 411                | 17,6                 | 8                    | -                    | -     | -       | -       | 0       | 0       |  |         |         |
| 2012               | Cardinals de l'Arizona | 16                 | 71    | 798                  | 11,2                 | 4                    | -                    | -     | -       | -       | 0       | 0       |  |         |         |
| 2013               | Cardinals de l'Arizona | 16                 | 82    | 954                  | 11,6                 | 10                   | 2                    | 8     | 4       | 0       | 1       | 1       |  |         |         |
| 2014               | Cardinals de l'Arizona | 14                 | 63    | 784                  | 12,4                 | 2                    | -                    | -     | -       | -       | 1       | 1       |  |         |         |
| 2015               | Cardinals de l'Arizona | 16                 | 109   | 1 215                | 11,1                 | 9                    | -                    | -     | -       | -       | 2       | 2       |  |         |         |
| 2016               | Cardinals de l'Arizona | 16                 | 107   | 1 023                | 9,6                  | 6                    | 2                    | 5     | 2,5     | 4       | 2       | 1       |  |         |         |
| 2017               | Cardinals de l'Arizona | 16                 | 109   | 1 156                | 10,7                 | 6                    | -                    | -     | -       | -       | 1       | 1       |  |         |         |
| 2018               | Cardinals de l'Arizona | 16                 | 69    | 734                  | 10,6                 | 6                    | -                    | -     | -       | -       | 0       | 0       |  |         |         |
| 2019               | Cardinals de l'Arizona | 16                 | 75    | 804                  | 10,7                 | 4                    | -                    | -     | -       | -       | 1       | 1       |  |         |         |
| 2020               | Cardinals de l'Arizona | 13                 | 54    | 409                  | 7,6                  | 1                    | -                    | -     | -       | -       | 0       | 0       |  |         |         |
| Totaux en carrière | Totaux en carrière     | Totaux en carrière | 1 432 | 17 492               | 12,2                 | 121                  | 20                   | 68    | 3,4     | 0       | 13      | 10      |  |         |         |

### Éliminatoires
| Année              | Équipe                 | MJ                 |     | Passes réceptionnées | Passes réceptionnées | Passes réceptionnées | Passes réceptionnées |       | Courses | Courses | Courses | Courses |  | Fumbles | Fumbles |
| Année              | Équipe                 | MJ                 | Nb. | Yards                | Moy.                 | TD                   | Nb.                  | Yards | Moy.    | TD      | Nb.     | Perdus  |  |         |         |
| 2008               | Cardinals de l'Arizona | 4                  | 30  | 546                  | 18,2                 | 7                    | -                    | -     | -       | -       | 0       | 0       |  |         |         |
| 2009               | Cardinals de l'Arizona | 2                  | 12  | 159                  | 13,3                 | 2                    | -                    | -     | -       | -       | 1       | 1       |  |         |         |
| 2014               | Cardinals de l'Arizona | 1                  | 3   | 31                   | 10,3                 | 0                    | -                    | -     | -       | -       | 0       | 0       |  |         |         |
| 2015               | Cardinals de l'Arizona | 2                  | 12  | 206                  | 17,2                 | 1                    | -                    | -     | -       | -       | 0       | 0       |  |         |         |
| Totaux en carrière | Totaux en carrière     | Totaux en carrière | 57  | 942                  | 16,5                 | 10                   | -                    | -     | -       | -       | 1       | 1       |  |         |         |